# Junkers Ju 87
Junkers Ju. 87 Stuka («Юнкерс-87», Ю-87, «ревун», «лаптёжник») (нем. Stuka = Sturzkampfflugzeug — пикирующий бомбардировщик) — немецкий одномоторный двухместный (лётчик и стрелок) пикирующий бомбардировщик и штурмовик Второй мировой войны.

Анимация бомбового удара Ju. 87

Свой первый полет Ju. 87 совершил 17 сентября 1935 года. Бомбометание производилось с помощью специального прицела, который использовался как для бомбометания с пикирования, так и для горизонтального бомбометания. Точность бомбометания Ju. 87 была удивительно высока - бомбы обычно укладывались в круг диаметром 30 м. В Германии самолет получил прозвище «Штука», образованное от немецкого слова «штурцкампффлюгцойг» - пикирующий боевой самолет. Ju. 87 вооружали двумя 7,92-мм пулеметами MG. 17 и одним 7,92-мм пулеметом MG. 15. Недостатками самолета считались слабая броневая защита и небольшая скорость (всего 410 км/ч).
Самолёт выделялся крылом типа «перевёрнутая чайка», развитым неубирающимся шасси и, в начале войны, рёвом сирены, которая, кроме устрашения, давала лётчику определять на слух скорость пикирования. Ju. 87 можно увидеть во многих военных фильмах — как олицетворение мощи Германии и символ немецкого блицкрига 1939—1942 годов.
Несмотря на низкую скорость, малую дальность и слабость оборонительного вооружения, был одним из самых эффективных боевых самолётов люфтваффе благодаря точности бомбометания из крутого пикирования.
Ju. 87 со времён гражданской войны в Испании успешно применялся для непосредственной авиационной поддержки войск и борьбы с кораблями. Эти самолёты составили основу воздушного наступления при вторжении в Польшу в сентябре 1939 года и в Норвегию в 1940 году. В мае 1940 года Ju. 87 сыграл важную роль в блицкриге против Нидерландов, Бельгии и Франции. Успешные в условиях господства в воздухе против наземных целей, самолёты Ju. 87, подобно многим другим пикировщикам, были уязвимы для истребителей. Уже в битве за Британию сказался недостаток дальности, скорости и оборонительного вооружения. Налёты Ju. 87 требовали сильного прикрытия истребителей.
После битвы за Британию возможности очень точного бомбометания пригодились немецким войскам во время Балканской кампании, в Африке и Средиземном море, а далее в СССР, где «лаптёжников» применяли для непосредственной авиационной поддержки, борьбы с кораблями и танками до 1945 года. К концу войны их почти заменили на штурмовые разновидности Focke-Wulf Fw. 190, но применяли до последних дней войны. Производство Ju. 87 всех разновидностей с 1936 по август 1944 года оценивается в 6500 штук.
Наиболее известным лётчиком Ju. 87 был Ганс Ульрих Рудель, получивший самые высокие воинские награды среди военнослужащих гитлеровской Германии.

## История создания
В апреле 1934 года отдел лётной техники управления вооружений сухопутных войск объявил конкурс на создание пикирующего бомбардировщика (SturzKampfFlugzeug). В конкурсе участвовали компании Heinkel c He. 118, Arado c Ar. 81, Blohm + Voss c На. 137 и Junkers c Ju. 87. После проведения сравнительных испытаний в испытательном центре люфтваффе в Рехлине Ju. 87 был объявлен победителем.
Конструктором машины был Герман Польман. Первый полёт в 1935 году. Первое боевое применение — в 1936 году в составе легиона Кондор в Испании. Всего было построено более 6500 Ju. 87.

## Конструкция
Конструкция «Штуки» содержала несколько инновационных идей. Например, автоматические воздушные тормоза под обеими консолями крыла для обеспечения вывода самолёта из пикирования, даже если пилот потеряет сознание от перегрузок, и сирена, называемая «иерихонской трубой» и применявшаяся до 1943 года. Она приводилась в действие потоком набегавшего воздуха и производила вой во время пикирования, помогая пилоту оценивать скорость пикирования без взгляда на приборы (тональная высота звука увеличивалась с ростом скорости), а также оказывая психологическое воздействие на противника. Также сирена была необходима для того, чтобы в случае отказа автоматики вывода из пикирования пилот не забыл убрать воздушные тормоза при выводе самолёта из пикирования, так как полет и набор высоты с выпущенными тормозами невозможен. Хвостовое оперение представляло собой однокилевое цельнометаллическое оперение с подкосным стабилизатором. На каждом руле высоты было по два триммера. Внутренние триммеры служили лётчику для облегчения управления самолётом, а наружные триммеры были связаны с автоматом пикирования Abfanggerat и тормозными щитками. Характерным штрихом внешнего вида стабилизатора и, в целом, всего самолёта были весовые компенсаторы в виде полукруглых сегментов на концах рулей высоты.
Неубираемые шасси позволяли взлетать с импровизированных аэродромов, расположенных близко к линии фронта, и быстро оказывать поддержку наступающим наземным силам вермахта.

## Производство

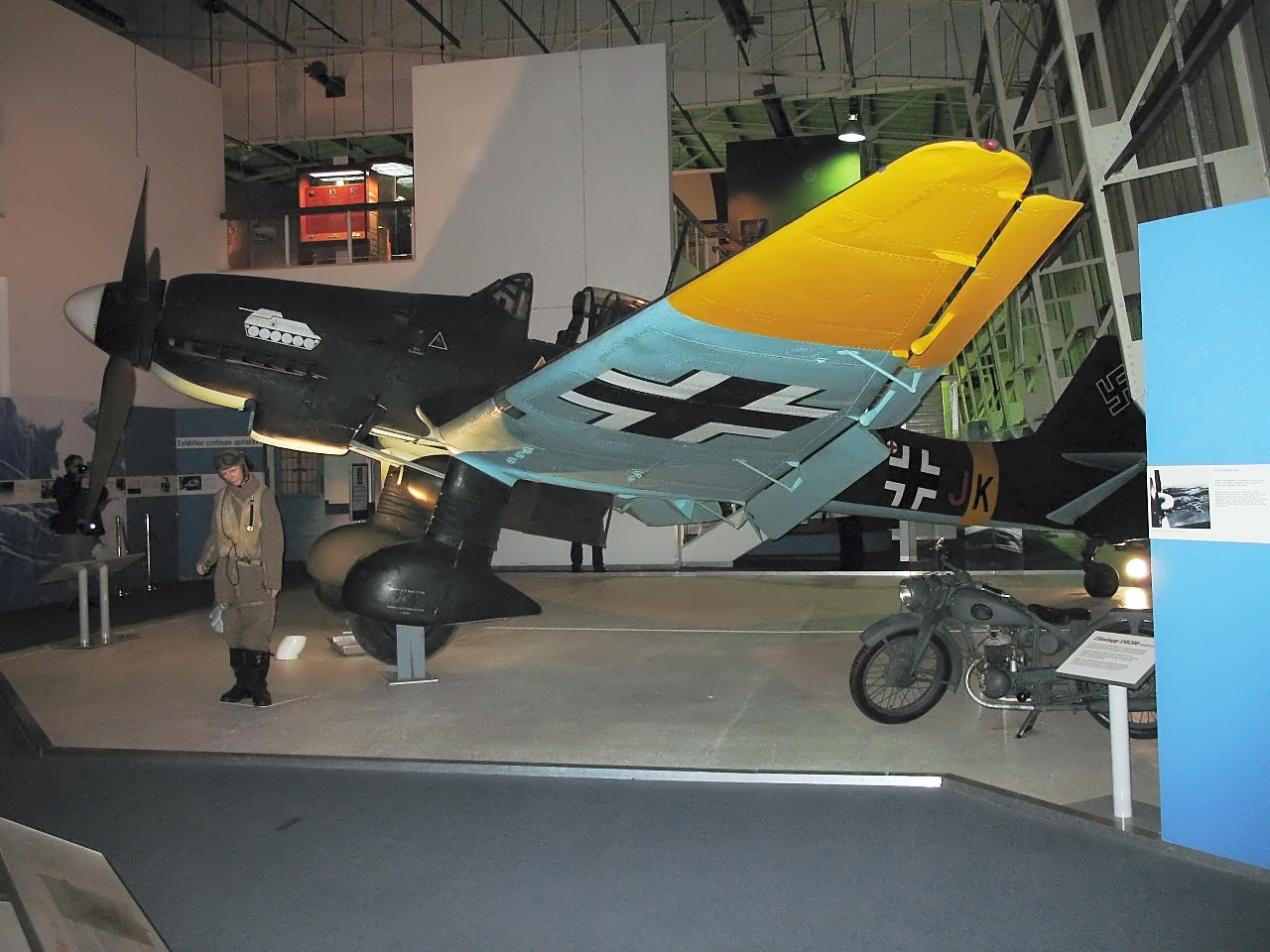
Junkers Ju. 87 G-2 в музее RAF в Хэндоне

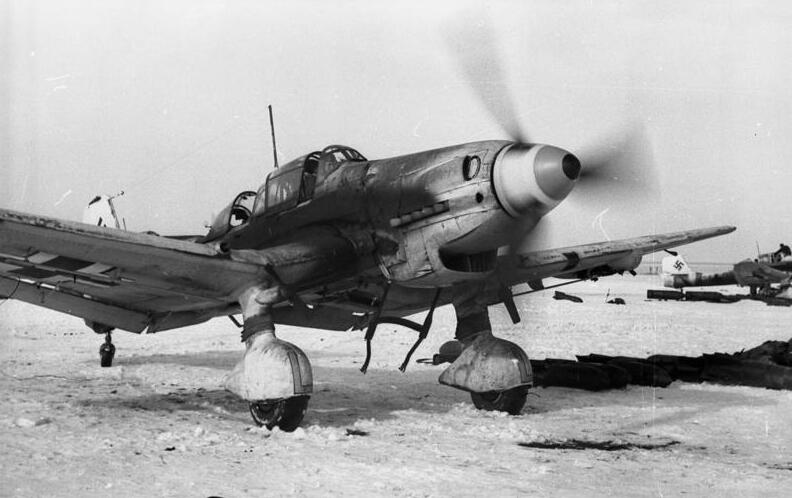
Взлетающий "Юнкерс" Ju-87

| Модификация | Юнкерс | WFG  | Всего | Производство                   |
| ----------- | ------ | ---- | ----- | ------------------------------ |
| A           | 192    | 70   | 262   | июль 1937 — сентябрь 1938 года |
| B-1         | 311    | 386  | 697   | сентябрь 1938 — май 1940 года  |
| B-2         | 56     | 169  | 225   | февраль — октябрь 1940 года    |
| R-1         |        | 105  | 105   | январь — май 1940              |
| R-2         |        | 616  | 616   | июнь 1940 — июль 1941 года     |
| R-4         |        | 22   | 22    | май — октябрь 1941 года        |
| D-1         |        | 592  | 592   | август 1941 — июль 1942 года   |
| D-3         |        | 1559 | 1559  | май 1942 — ноябрь 1943 года    |
| D-5         |        | 1488 | 1488  | май 1943 — сентябрь 1944 года  |
| G-2         |        | 208  | 208   | декабрь 1943 — июль 1944 года  |
| Всего       | 559    | 5215 | 5774  |                                |

## Модификации
Существовало множество вариантов самолёта — первое поколение Ju. 87 началось с первых прототипов, потом появилась серия A и закончилось сериями B и R. Второе поколение Ju. 87 было представлено серией D, получило продолжение в серии F и закончилось моделями G-1 и G-2.

### Ju. 87A (Антон)
Первая серия на базе одноместного прототипа Ju. 87.V4, 1936 год.
Партия из десяти машин Ju. 87А-0 для опытной эксплуатации. С начала 1937 года в производстве серийный Ju. 87А-1. Три машины проходили войсковые испытания в боевых условиях в легионе «Кондор» в Испании.
В конце 1937 года в производство пошла серия Ju. 87А-2 с двигателем Jumo 210Da с двухскоростным нагнетателем и новым воздушным винтом. Ударное вооружение — одна 250-кг бомба на внешней подвеске, 7,9-мм курсовой пулемёт MG. 17. Оборонительное вооружение — 7,9-мм пулемёт MG. 15.
Всего построено 262 машины. Один самолёт передан японцам, в качестве демонстратора технологий.

### Ju. 87B (Берта)
Прототип — Ju. 87.V6.
Изменена конструкция капота, агрегатов двигателя, шасси, кабины экипажа. Установлен более мощный мотор Jumo 211А-1 мощностью 1000 л. с. с непосредственным впрыском топлива, что теперь позволяло загружать бомбу 500 кг (в двухместном варианте). Под крыльями установили бомбовые держатели ЕТС 50 на 4 50-кг бомбы (в этом случае под фюзеляж вешалась бомба 250 кг). Пять самолётов Ju. 87В-1 были отправлены в Испанию, где они сменили тройку Ju.87А-1.
Пикирующий бомбардировщик сам по себе в атаке издавал ужасающий рёв, но именно с серии Ju. 87В-1 на стойках шасси появились воздушные сирены (крыльчатки), усугубляющие деморализующее воздействие на противника. Самолёты Ju. 87В-1 принимали самое непосредственное участие на первом этапе Второй Мировой войны, при вторжении в Польшу осенью 1939 года
С конца 1939 года в производстве модификация Ju. 87В-2 с двигателем Jumo-211Da мощностью 1200 л. с., новым винтом VS 5, другими изменениями. В перегруз (без стрелка-радиста) мог брать 1000 кг бомбу. Начал поступать в войска с 1940 года, показав отличную боевую эффективность на всём театре военных действий, кроме Королевских ВВС Великобритании, от которых несли большие потери.
Несколько десятков Ju. 87В-2/Trop были переданы итальянцам, сражавшимся на Балканах и в Северной Африке. Эти самолёты также состояли на вооружении других союзников Германии — Болгарии, Венгрии и Румынии (Trop — тропическая модификация, оборудованная противопыльными фильтрами).
Ju. 87В-2 принимали активное участие в первой половине войны Германии против СССР вплоть до 1943 года.

### Ju. 87C (Цезарь)
Палубный вариант Ju. 87B (пикирующий бомбардировщик), предназначенный для действия с авианосцев типа «Граф Цеппелин».
Перед началом войны в Германии была принята программа, рассчитанная до 1945 года, по постройке серии авианосцев из 4 однотипных кораблей. Первый корабль Flugzeugträger A (в дальнейшем «Граф Цеппелин») был заложен в 1936 году, второй корабль Flugzeugträger B (так и не получивший собственного имени) был заложен в 1938 году. Планируемая авиагруппа на борту корабля должна была состоять из 42 машин различного назначения.
Главное командование Кригсмарине сформировало морское подразделение 4.(Stuka) der Trägergruppe 186 (4-я эскадрилья (Stuka) палубной авиагруппы 186, или, сокращенно, 4./Tr.Gr. 186). На вооружении авиагруппы были самолёты Ju. 87А, которые использовались в учебных целях. Весной 1939 года из двух новых серийных машин Ju.87В-1 переделаны в палубные прототипы Ju. 87.V10 и Ju. 87.V11 соответственно, затем построены 10 предсерийных Ju. 87С-0. Последние были оборудованы приспособлениями для катапультного старта, тормозным гаком, складывающимся назад на стоянке крылом, усиленным шасси, надувными баллонами и спасательной лодкой. При аварийной посадке на воду неубирающиеся стойки шасси могли отстреливаться. Для повышения плавучести проведена дополнительная герметизация фюзеляжа.
Первый авианосец был спущен на воду в 1938 году, и к началу Второй Мировой войны корабль имел 85 % готовности, но в апреле 1940 года работы по достройке обоих кораблей были прекращены и возобновлены снова только по первому авианосцу в 1942 году. Однако в связи с неопределённостью сроков готовности специальных корабельных авиационных систем и оборудования, все работы были снова прекращены 30 января 1943 года и больше не возобновлялись. Судно использовалось в качестве плавучей казармы, затем было затоплено немецким экипажем, поднято советскими специалистами и продолжало использоваться уже в советском ВМФ также в качестве плавказармы. В соответствии с договоренности между государствами-членами антигитлеровской коалиции о разделе флота авианосец подлежал уничтожению, и в 1947 году, в ходе учений на Балтике, он был использован в качестве экспериментальной мишени для советской морской авиации и потоплен бомбовым ударом недалеко от побережья Польши.
4.(St.)/Tr.Gr. 186 принимала участие в нападению на Польшу, действуя с сухопутных аэродромов, после чего опытные палубные самолёты были выведены из эксплуатации. В дальнейшем Главное командование Кригсмарине заказало 170 машин Ju. 87С-1, разработанные на базе Ju. 87В-2, но построили только пять экземпляров. Эти самолёты были оборудованы крылом, складывающимся с помощью электропривода, дополнительными топливными баками в крыле и подфюзеляжным держателем для торпеды. Из-за неопределённости дальнейшей программы авианосцев самолёты снова были доведены до стандарта Ju. 87В-2 и использовались до 1944 года для испытаний различных систем посадки на воду и катапультного взлета с военных кораблей. На них испытывалось также специальное вооружение, разрабатывавшееся для флота, в частности, подвешиваемое под фюзеляжем 80-мм гладкоствольное безоткатное орудие.

### Ju. 87R (Рихард)
Самолёт увеличенного радиуса действия, сменил в производстве Ju. 87В-2. На вооружении с 1940 года.
Практически не отличаясь по конструкции от Ju. 87В-2, обладал дополнительными баками в крыльях (два по 150 л) и возможностью подвески двух 300-литровых подвесных топливных баков, что практически удваивало дальность полёта, доводя до 1470 км. Платой стало снижение боевой нагрузки до 250 кг (при подвеске баков), а также снижение максимальной скорости и ухудшению манёвренности потяжелевшей машины. Ревуны не устанавливались.
Выпускался в 4 модификациях от R-1 до R-4, в основном различающиеся комплектностью бортовой радиоаппаратуры, и в дополнительном тропическом варианте R-2/Trop. Широко применялся на морских театрах военных действий.
Ju. 87R-3 был оборудован крюком под килем и применялся в роли буксировщика десантных и транспортных планеров.

### Ju. 87D (Дора)
После первого года войны высшее командование люфтваффе осознало, что, несмотря на первоначальный огромный успех, в текущих условиях Junkers Ju. 87B больше не соответствовал предъявляемым требованиям. Оборонительное вооружение не могло на равных бороться с вражескими истребителями, а броневые плиты не выдерживали возросший зенитный огонь. Характеристики двигателя мощностью всего в 1200 лошадиных сил также были недостаточны.
Была проведена тотальная модернизация машины — новая версия получила обозначение Ju. 87D-1.
Предполагалась установка нового мощного двигателя Jumo 211F, но он так и не был доведён до требуемого состояния, поэтому установили мотор Jumo 211J-1 мощностью 1410 л. с. с винтом VS11. Также этот двигатель установили на прототипы Ju. 87.V21, V22, V23, V24 и V25. Машина V22 использовалась для испытаний повышенного до 1800 кг бомбового вооружения, на V23 испытывали новое шасси повышенной прочности, на V24 и V25 — тропическое оборудование. Носовая часть с новым двигателем несколько удлинилась, маслорадиатор перенесли под двигатель в нижнюю часть капота, а два жидкостных радиатора разместили под центропланом.
Переделаны и усилены стойки шасси, появился новый более обтекаемый фонарь кабины экипажа. Пилот и стрелок-радист были защищены бронеплитами толщиной 4-10 мм, расположенными в полу, по бокам кабины, спереди и на сиденьях. Спереди устанавливалось бронестекло толщиной 50 мм.
Для обороны была установлена блистерная установка GSL-k 81 Z из бронестекла со спаренными 7,9-мм пулеметами MG. 81 Z (первые опытные экземпляры вооружались двумя MG. 17).
Подфюзеляжные бомбодержатели и трапеция были полностью переделаны, что позволило расширить номенклатуру бомбового вооружения. Теперь самолёт мог нести 1000-кг осколочную или 1400-кг бронебойную бомбу (хотя данных о подвеске на «Дору» в боевой обстановке 1800-кг бомб не найдено: обычно SD1000 + 4 × SC50 под крыльями). Переделке подверглись и крыльевые бомбодержатели, на которые можно было подвесить четыре бомбы по 50 кг или по две 250 кг и 100 кг. Также были варианты вооружения, включающие: контейнеры с зажигательными или противопехотными бомбами; или 2 оружейные гондолы, каждый с тремя спаренными 7,9-мм пулеметами MG. 81 Z, стреляющими под углом вниз; дымовые приборы, и др. Возможна подвеска дополнительных топливных баков.
Проблемы с новым двигателем Jumo 211J (двенадцатицилиндровый двигатель с объёмом в 35 литров и взлётной мощностью в 1420 л. с.) привели к длительной задержке производства — производство этой модели было начато в сентябре 1941 года. Первые Ju.87D были переданы 1 группе 2-й эскадры непосредственной поддержки войск, сражающейся в CCCP, в январе 1942 года. Вскоре под Ленинградом произошло боевое крещение новой машины.
Тяжёлые условия эксплуатации очень холодной зимой 1941—1942 года выявили у самолёта массу проблем. Первые винты, производства Heine с изменяемым шагом и деревянными лопастями, растрескивались из-за слишком низкой температуры и были вскоре заменены на винты Junkers VS 11, также с изменяемым шагом, но выполненными из металла. Шасси модели D также было признано неудовлетворительным. По этой причине на первых серийных самолётах этой модели использовалось шасси от модели В, что в результате уменьшения размера колёс привело к очень сильному снижению максимальной взлётной массы до 5009 кг. Новое нормальное шасси Ju. 87D было внедрено значительно позже.
Всего за 1942 год было построено 592 машины Ju. 87D-1, и почти все они были потеряны в СССР и Северной Африке.
В новой модификации D-2 несколько переработали планер и фонарь, усилили бронирование. Самолёт получил новый стрелковый прицел Revi C/12C. Ju. 87 D-2 внешне похож на D-1 — основным отличием стало приспособление для буксировки планёра, усиленная хвостовая часть и изменённый костыль.
К 1943 году стало ясно, что Ju. 87 не может больше использоваться исключительно в качестве пикирующего бомбардировщика. Более того, стало очевидно что Ju.87 больше подходит для непосредственной поддержки войск (Schlachtflugzeug). Для этого в Берлине и Бремене в середине 1943 года была разработана модель Ju. 87 D-3. Она отличалась усиленной броневой защитой двигателей и кабины лётчика. Пропеллеры сирен на опорах шасси либо удалили, либо закрыли кожухом. Наступательным вооружением самолёта в большинстве случаев были деревянные контейнеры (кассеты), снаряженные 92 2-кг противопехотными бомбами SC2 (каждый).
На базе Ju. 87 D-3 было построено несколько летающих лабораторий, в частности Ju. 87D-3Ag (агентурный самолёт, предназначен для перевозки и сброса на парашютах двух гондол с людьми внутри); Ju. 87 D-4 (опытный торпедоносец — носитель торпеды LT F5b). По результатам испытаний было решено вернуть самолёты к исходной комплектации.
Всего было построено 1559 самолётов этой модели.
Чуть позже начался процесс замены D-3 новой моделью D-5. Она имела более длинное крыло, дополнительное бронирование кабины, отстреливаемые в случае аварийной посадки с помощью пиропатронов стойки шасси и новое крыльевое оружие — (пулемёты MG. 17 были заменены на пушки MG. 151/20). Бронезащита общим весом 200кг (по данным НИИ ВВС РККА) включала: бронезаголовник летчика — 10-мм, его бронеспинку — 8 мм, его сиденье (а также с боков, снизу и спереди, защита водорадиаторов сверху-снизу и их бронестворки спереди-сзади, маслорадиатора — плитой в нижней крышке капота) — 4 мм; бока фюзеляжа, водопроводы, центропланные бензобаки, пол стрелка, боковины бронеплиты стрелка, верхнюю плиту колпака турели стрелка — 5 мм; вертикальную спинку стрелка и боковые плиты бронеколпака стрелка — 8 мм. Козырек фонаря кабины — из бронестекла 60 мм. Бомбовая нагрузка ограничена 500 кг на внешней подвеске. После начала серийного производства было решено не устанавливать воздушный тормоз, так как тактика ударов с пикирования сошла на нет.
Впервые Ju. 87 D-5 появились на восточном фронте летом 1943 года. 5 октября этого года командование люфтваффе окончательно отказалось от применения Ju. 87 с пикирования и решило использовать самолёт только для непосредственной поддержки сухопутных войск и борьбы с танками. Пикировочные эскадры были переименованы в штурмовые (Schlachtgeschwadern).
Всего построено 1178 самолётов модели D-5. Её упрощенный вариант D-6 в серию не пошёл.
Заказ на предварительное проектирование и переоборудование опытного образца в ночной бомбардировщик поступил в сентябре 1943 года. В конце 1943 — начале 1944 года около 300 машин D-3 и D-5 были возвращены на заводы фирмы MENIBUM для переделки и модернизации в ночные штурмовики. Штатные двигатели заменялись на Jumo 211Р мощностью 1500 л. с.
Модификация D-7 (в основе которой лежала модель D-3) стала первой ночной моделью серии D. На ней устанавливались пламегасители на выхлопных патрубках и комплект радиооборудования FuG 16Z, дополняющий старую радиостанцию FuG 25. Также существовала длиннокрылая ночная версия D-8, переделываемая из D-5.
Точное число переоборудованных для ночных полётов самолётов не известно.
Также "Доры" служили в Румынских ВВС, где успели повоевать как на стороне "Оси", так и на стороне антигитлеровской коалиции.

### Ju. 87E (Эмиль)
Палубный вариант Ju. 87D (торпедоносец), предназначенный для базирования на авианосце «Граф Цеппелин».
Ju. 87E-1 имел складное крыло, усиленное шасси и посадочный гак. Предполагался старт самолёта с катапульты и с возможностью использования пороховых ускорителей. В качестве ударного вооружения предполагалось нести торпеду LTF 5b или 800 кг бомб.
На базе одного взятого со сборочной линии самолёта Ju.87D-1 был построен опытный палубный торпедоносец Ju. 87D-1 /То.
Планировалось к заказу 115 машин Ju. 87E-1

### Ju. 87G (Густав)
Противотанковый штурмовик. Вооружался двумя 37-мм пушками BK 37.
С течением войны Ju. 87 всё менее использовался в качестве пикирующего бомбардировщика. Новой главной задачей самолёта стало нанесение ударов с малых и сверхмалых высот по бронетанковой технике, являющейся наибольшей угрозой для наземных войск, и по частям снабжения. Учитывая то, что новые советские танки Т-34 получили очень действенную броневую защиту, бомбовая нагрузка Ju. 87 совсем не подходила для их уничтожения.
Решением стало использование 37-мм авиационной пушки BK 37, созданной на базе 3,7 cm FlaK 18. Летом 1942 года две пушки закрепили под консолями крыла Ju. 87.
Магазин орудий вмещал шесть подкалиберных снарядов с сердечником из карбида вольфрама весом в 1.46 кг. Весной 1943 года началось переоборудование имеющихся Ju. 87 D-3 и D-5 в охотники за танками (модели G-1 и G-2). Первым подразделением получившее новые Ju. 87 G стала 4-я группа 2-я эскадра «Иммельман» под командованием полковника Ганса-Ульриха Руделя. В то время как другие группы пересели с Ju. 87 на Fw. 190, 4-я группа продолжала летать на Ju. 87 — на её счету 519 советских танков. 7 марта 1944 года эту группу переименовали в десятую группу по борьбе с танками и перебросили в Якобстад и Лиепаю для оказания поддержки 18-й армии во время прибалтийской операции.
Вариант Ju. 87 G стал известен как «охотник за танками» (Kanonenvogel — Птичка с пушкой). Невысокая скорость полёта, хорошая устойчивость и возможность атаковать бронированную цель с наименее защищённой стороны способствовали успеху при атаке танков. Именно на Ju. 87G летал немецкий ас Ганс-Ульрих Рудель.

### Ju. 87H (Ханс)
Учебно-тренировочный вариант, всё оружие демонтировано, заднее рабочее место предназначено для инструктора. Перестраивался из боевых машин. Обозначался соответственно в зависимости от переоборудованного варианта: Ju. 87 Н-1 (из D-l), Ju. 87 Н-2 (из D-2), Ju. 87 Н-3 (из D-3), Ju. 87 Н-5 (из D-5), Ju. 87 Н-7 (из D-7) и Ju. 87 Н-8 (из D-8)

### Ju. 87K (Карл)
Экспортный вариант. В Венгрию поставлялись Ju. 87К-2 (Ju. 87А-1) и Ju. 87К-4 (Ju. 87B-1). Ju. 87К-1 представлял собой серийный Ju. 87 А-1, предназначенный для экспорта в Японию (но не экспортировался).

### Ju. 87F («Фридрих»)/187
Представлял собой фактически новый самолёт, разработанный на базе Ju. 87 D5 по заданию RLM от 1940 г.: консоли крыла простой в плане формы (без изломов по кромкам), но большей площади и размаха, колеса большего диаметра, убираемое шасси, фюзеляж из гнутых бронелистов 3-12 мм (по концепции Ил-2: мотор, кабина экипажа, масло- и бензобаки, радиаторы — в прочной несущей бронекоробке), боковые бронестекла 30 мм, у стрелка — 20-мм пушка MG. 151/20 с 250 снарядами и 13-мм пулемет MG. 131 с 400 патронами вместо спарки 7.92 мм и новый двигатель Jumo213 взлетной мощностью 1776 л. с. и 1480 л. с. на высоте 5700 м. Техническое управление люфтваффе этот проект отвергло, посчитав летные данные новой машины неудовлетворительными.

## Боевое применение

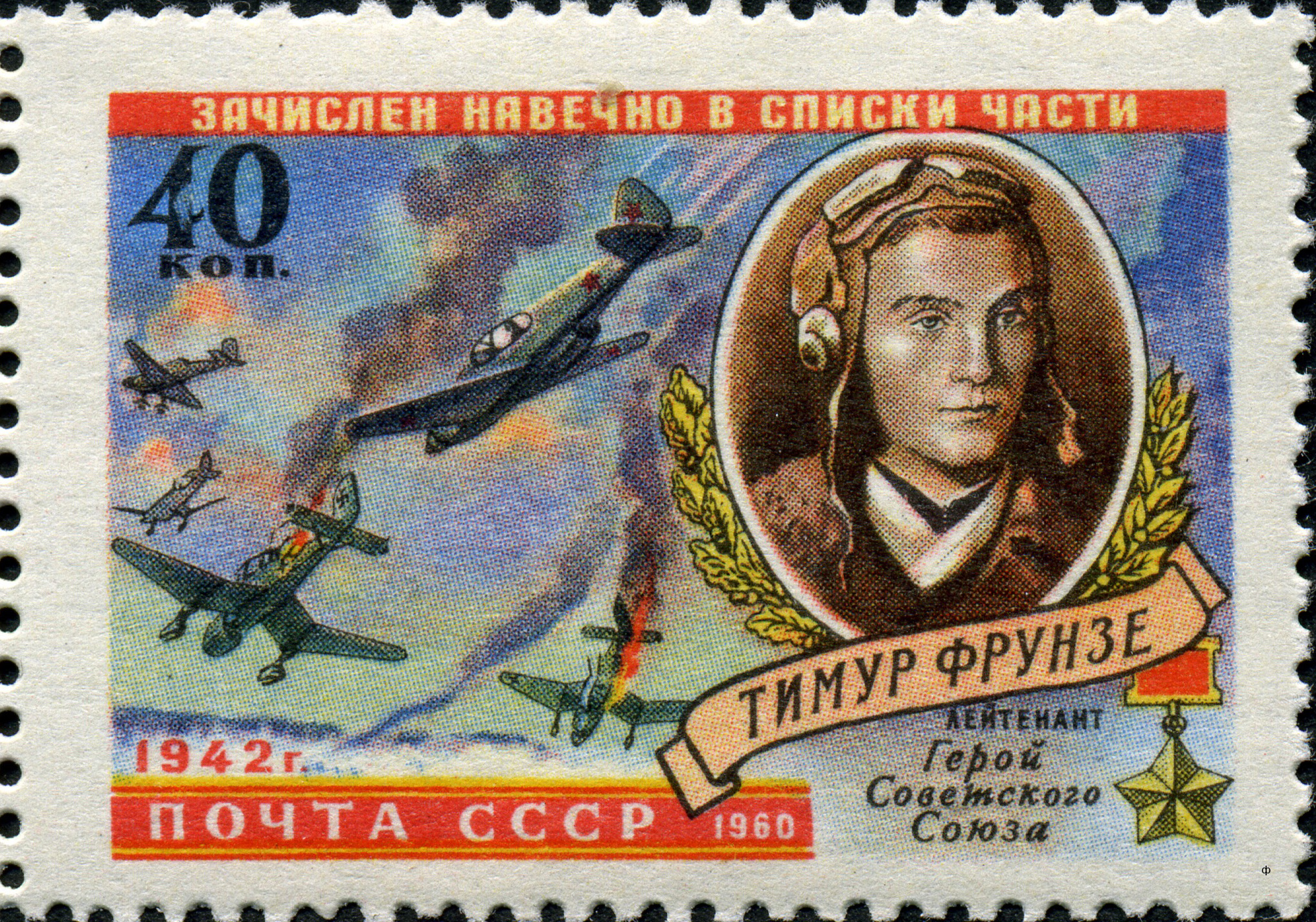
Тимур Фрунзе сбивает Ju. 87

Первой войной для Ju. 87 Stuka стала Гражданская война в Испании. В 1936—1937 годах в Испании испытывался прототип Ju. 87. В 1938 году в страну перебросили три Ju. 87 A. Они вошли в состав легиона «Кондор». В реальных боевых условиях проходила финальная обкатка машины и новой тактики применения пикирующих бомбардировщиков. В конце 1938 года лётчики «Кондора» пересели на Ju. 87 B.
«Штука» использовалась в авангарде немецкого вторжения в Польшу 1 сентября 1939 года, являясь ключевым элементом немецкого блицкрига. На Ju. 87 была одержана первая воздушная победа стран оси во время Второй мировой войны — 1 сентября 1939 года пилот люфтваффе лейтенант Ф. Нойберт сбил польский истребитель PZL P.11, пилотируемый капитаном Мечиславом Медвецким. После этого Ju. 87 успешно применялся во время вторжения в Норвегию, Голландию и Францию.
Несмотря на прочность, точность и высокую эффективность, «Штука» обладала низкой скоростью и недостаточной манёвренностью. Слабое оборонительное вооружение делало её лёгкой добычей вражеских истребителей. Во время Битвы за Британию немцы осознали, что для успешного использования «Штук» предварительно должно быть достигнуто превосходство в воздухе. В частности, 18 августа 1940 года в одном бою британские Hawker Hurricane «Харрикейн» сбили 16 пикирующих бомбардировщиков, при этом сами британцы в этом бою потеряли на земле от ударов «Юнкерсов» не менее 22 самолётов уничтоженными и более 30 повреждёнными. Из-за слишком больших потерь применение этих самолётов в битве за Британию было приостановлено.
После Битвы за Британию Ju. 87 мало использовались в западной Европе, но оставались достаточно эффективны на юге, где истребители союзников имели плохое снабжение, особенно в Битве за Крит и Мальту. На Средиземном море самолёт успешно использовался против кораблей. Ju. 87 также использовался в югославской операции и греческой операции. 22 мая 1941 во время боёв за Крит, «Юнкерсы» потопили английский крейсер HMS Gloucester, погибло почти 700 британских моряков. Кроме того, бомбардировщики Ju. 87 поддерживали танковые удары африканского корпуса в северной Африке.
Ярким примером большой уязвимости Ju. 87 для вражеских истребителей является случай, когда 5 декабря 1941 года над Ливией австралийский ас Клайв Колдуэл (Clive Caldwell) сбил пять Ju. 87 в течение нескольких минут на своём P-40 «Tomahawk».
В больших количествах «Штуки» применялись на восточном фронте, но с ростом мощи советских ВВС подразделения, оснащённые этим самолётом, стали нести тяжёлые потери на завершающих стадиях войны. Так, старший лейтенант Горовец в одном бою сбил девять бомбардировщиков (эта версия основана на свидетельстве не названных наземных подразделений, наблюдавших бой одинокого советского самолёта с группой немецких и затем обнаруживших обломки девяти немецких самолётов (не уточняется, девяти Ju. 87 или девяти самолётов разных типов; также неясно, были они сбиты в одном бою или в разных) на ограниченном участке земли, из-за чего и возникла версия, что все они сбиты Горовцом..
К концу войны Ju. 87 постепенно заменялся на штурмовые варианты Fw. 190. Тем не менее, некоторые "Юнкерсы" использовались до самого конца войны.
Последним заметным участием пикировщиков данного типа было их использование в ходе подавления Варшавского восстания в августе-сентябре 1944 г., где они использовались в условиях практического отсутствия противодействия ПВО.

### Процедура пикирования

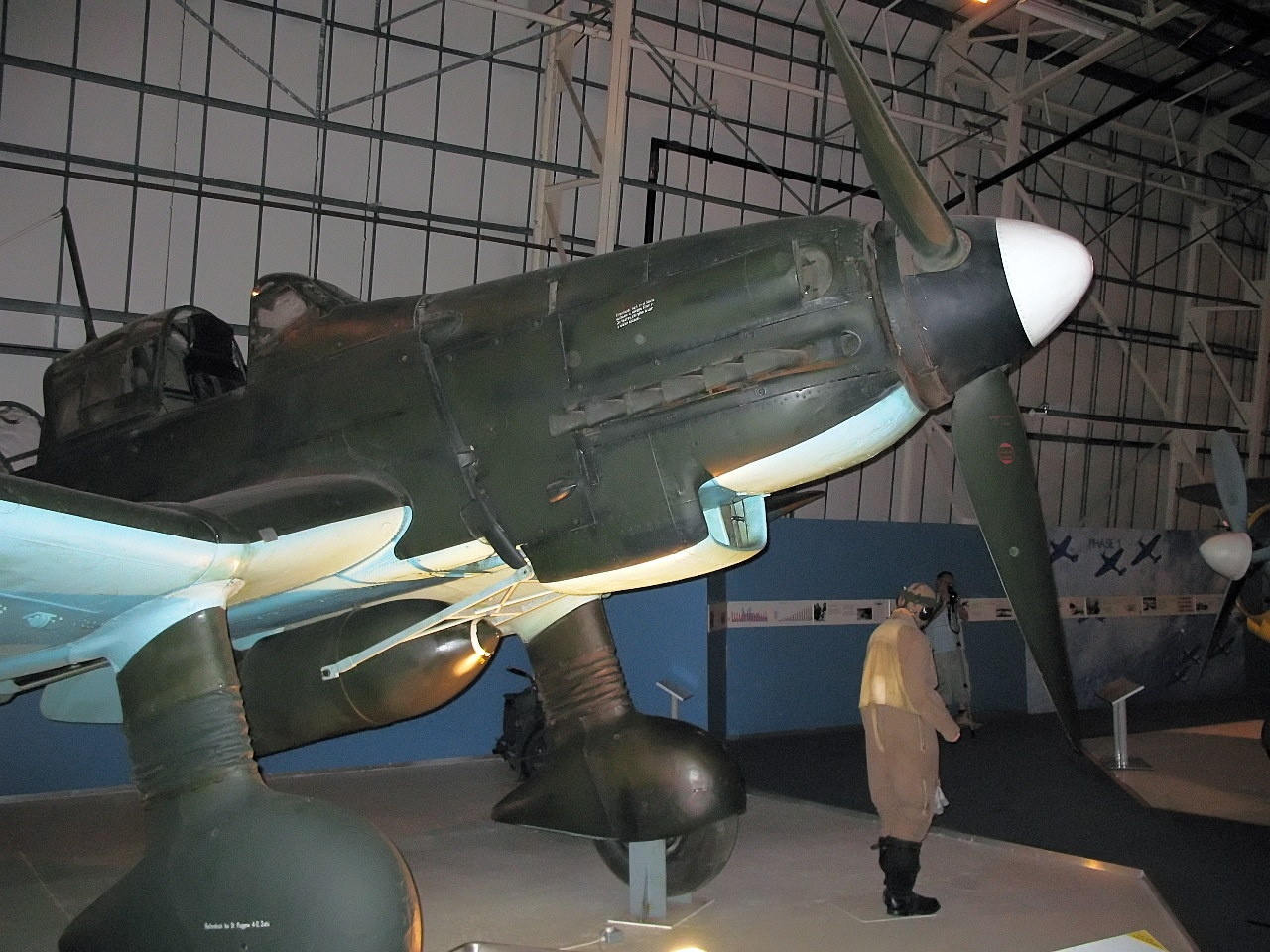
Junkers Ju. 87 G-2 в музее RAF в Хэндоне

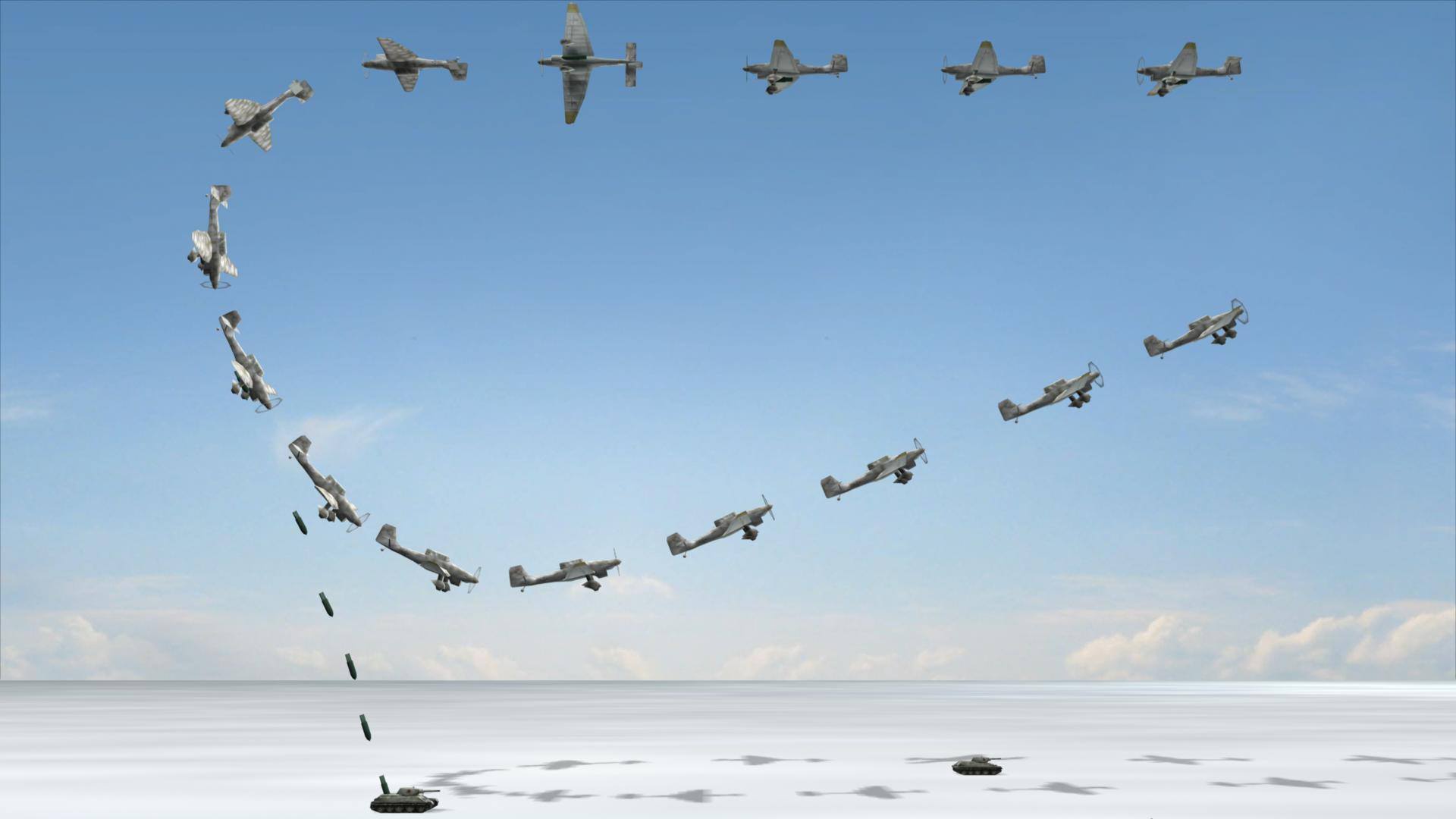
Вариант пикирования Ju. 87 с переворотом

Находясь на высоте 4600 метров, пилот отыскивал цель бомбометания через наблюдательное окно в полу кабины. Убавив газ и выпустив аэродинамические тормоза, он переворачивал самолёт на 180 градусов и входил в пикирование под углом 60—90 градусов. Для контроля угла пикирования относительно горизонта на остеклении фонаря кабины была нанесена градусная сетка.
Когда самолёт приближался к земле, загоралась лампочка на альтиметре (обычно — на высоте 450 метров). Нажатием кнопки на ручке управления пилот сбрасывал бомбу; это же нажатие автоматически перекладывало рули на выход из пикирования. Захват, находившийся под фюзеляжем, отводил бомбу в сторону от воздушного винта, и самолёт начинал выравниваться с перегрузкой до 6 g.
Когда нос «Штуки» оказывался выше горизонта, воздушные тормоза убирались, дроссель открывался и шаг винта устанавливался на набор высоты. Пилот брал управление на себя и возвращался к нормальному полёту. Оставшиеся бомбы могли быть использованы на другие цели. 
Итальянские пилоты при атаке английских кораблей на Средиземном море разработали другой метод: пикирование проводилось под умеренными углами — 40-50 градусов — но без использования воздушных тормозов, вследствие чего скорость постоянно росла, что затрудняло ведение зенитного огня.

## Технические характеристики
|                                 |                           |                                                   |                                                                           |                                     |
|                                 | Ju. 87A                   | Ju. 87B                                           | Ju. 87D                                                                   | Ju. 87G                             |
|                                 |                           |                                                   |                                                                           |                                     |
| Производился                    | 1936-1938                 | 1938-1941                                         | 1941-1944                                                                 | 1941-1944                           |
| Класс                           | пикирующий бомбардировщик | пикирующий бомбардировщик                         | пикирующий бомбардировщик                                                 | штурмовик                           |
| Длина                           | 10,8 м                    | 11,1 м                                            | 11,1 м                                                                    | 11,1 м                              |
| Размах крыла                    | 13,8 м                    | 13,8 м                                            | 13,8 м                                                                    | 13,8 м                              |
| Высота                          | 3,9 м                     | 3,9 м                                             | 3,9 м                                                                     | 3,9 м                               |
| Площадь крыла                   | 31,90 м²                  | 31,90 м²                                          | 31,90 м²                                                                  | 31,90 м²                            |
| Вес пустого                     | 2273 кг                   | 2760 кг                                           | 2810 кг                                                                   | 3600 кг                             |
| Максимальный вес                | 3324 кг                   | 4400 кг                                           | 5720 кг                                                                   | 5100 кг                             |
|                                 |                           |                                                   |                                                                           |                                     |
| Двигатель                       | Junkers Jumo 210D         | Junkers Jumo 211А1                                | Junkers Jumo 211J                                                         | Junkers Jumo 211J                   |
| Максимальная мощность           | 720 л. с.                 | 1000 л. с.                                        | 1410 л. с.                                                                | 1410 л. с.                          |
| Максимальная мощность           | 530 кВт                   | 736 кВт                                           | 1037 кВт                                                                  | 1037 кВт                            |
| Максимальная скорость           | 310 км/ч                  | 383 км/ч                                          | 408 км/ч                                                                  | 375 км/ч                            |
| Максимально допустимая скорость | 550 км/ч                  | 650 км/ч                                          | 650 км/ч                                                                  |                                     |
| Дальность                       | 800 км                    | 600 км                                            | 1165 км                                                                   | 1000 км                             |
|                                 |                           |                                                   |                                                                           |                                     |
| Потолок                         | 9430 м                    | 8000 м                                            | 9000 м                                                                    | 7500 м                              |
| Скороподъёмность                |                           | 3000 м за 8,8 мин.                                | 3000 м за 14,0 мин.                                                       | 3000 м за 13,6 мин.                 |
| Курсовое вооружение             | 1×7.92 мм MG. 17          | 2×7.92 мм MG. 17                                  | 2×7.92 мм MG. 17 или 2×20 мм MG. 151                                      | 2×7.92 мм MG. 17 и 2×37 мм BK. 37   |
| Оборонительное вооружение       | 1×7.92 мм MG. 15          | 1×7.92 мм MG. 15                                  | 1×7.92 мм MG. 81Z (спареный MG. 81)                                       | 1×7.92 мм MG. 81Z (спареный MG. 81) |
| Максимальная бомбовая нагрузка  | 500 кг                    | 700 кг                                            | 1400 кг                                                                   | нет                                 |
| Стандартная бомбовая нагрузка   | 1×250 кг (под фюзеляж)    | 1×250/500 кг (под фюзеляж) + 4×50 кг (под крылом) | 1×500 кг (под фюзеляж) + 4×50 кг (под крылом) или 1×1000 кг (под фюзеляж) | нет                                 |

## Стоял на вооружении

Junkers Ju. 87B-2 Stuka

- Болгария
- Хорватия
- Чехословакия (после войны, захваченные)
- Германия
- Венгрия
- Италия — с 1940 года поставлено 210 единиц. Использовались при налётах на Мальту, а также на конвои союзников в Средиземном море.
- Япония
- Румыния
- Словакия (Словацкие воздушные силы)
- Югославия (захваченные)

## Упоминание в литературе
В русской/советской литературе, затрагивающей тему Великой Отечественной войны, упоминается очень часто, упоминается и в литературе других стран о событиях Второй мировой войны.
- В повести Бориса Полевого «Повесть о настоящем человеке»[8].

Враг был близко. Чуть ниже их в любимом немцами строю — двойным гусем — шли одномоторные пикировщики Ю-87. Они имели неубирающиеся шасси. Шасси эти в полёте висели под брюхом. Колеса были защищены продолговатыми обтекателями. Было похоже, что из брюха машины торчат ноги, обутые в лапти. Поэтому лётная молва на всех фронтах и окрестила их «лаптёжниками».

- В рассказе Валентина Овечкина «Упрямый хутор»[9]

Головной бомбардировщик, нацелившись в землю неубирающимся шасси, похожим на лапы коршуна, взревев сиренами, круто пошёл в пике.

— А, шарманку завёл! — погрозил ему кулаком старшина. — Шарманщики! Пугают… Бомб маловато.

- В романе «Пушки острова Наварон»[10]

…американец повернул голову в направлении вытянутой руки Мэллори. И тотчас обнаружил самолёты.

— Пикировщики?! — недоверчиво вымолвил он. — Целая эскадрилья, будь они неладны! Не может быть, шеф!

— Как видишь, — угрюмо отозвался капитан. — По словам Дженсена, фрицы сняли их с итальянского фронта. За последние недели перегнали больше двухсот машин. — Прищурив глаза, новозеландец взглянул на эскадрилью, которая была уже меньше чем в полумиле. — И направили этих гнусных птеродактилей в район Эгейского моря.

— Но не нас же они ищут, — возразил Миллер.

— Боюсь, что нас, — невесело ответил капитан. — Оба эшелона бомбардировщиков перестроились в одну линию. Пожалуй, Панаис был прав.

— Но… но… Но ведь они летят мимо…

— Нет, не мимо, — бесстрастно сказал Мэллори. — И улетят не скоро. Посмотри на головную машину.

В этот момент первый в эскадрилье Ю-87 упал на левое крыло и, сделав полуразворот, с воем устремился с небес прямо на рощу.

## Изображения

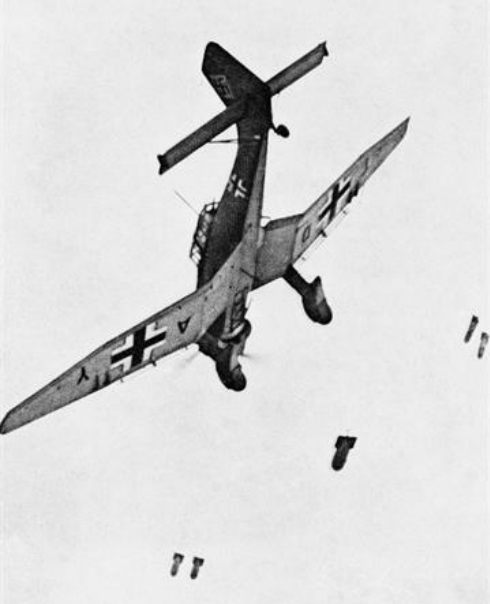
Ju. 87B